# ケープタウン大学
ケープタウン大学（ケープタウンだいがく、University of Cape Town、略称：UCT）は南アフリカ共和国西部西ケープ州ケープタウンに位置する公立の研究大学である。
ケープタウン大学は1829年にサウス・アフリカン・カレッジとして創設され、南アフリカ最古の高等教育機関となっている。1918年に、同じく同国西ケープ州に位置するステレンボッシュ大学とともに正規の大学として認可されて以来、両大学は南アフリカ共和国最古かつサハラ以南のアフリカ最古の大学である。
ケープタウン大学は、QS世界大学ランキング、THE世界大学ランキング、世界大学学術ランキングにおいてアフリカの大学で最高の評価を得ており、法学部、商学部、医学部はこれらランキングで一貫して世界100位以内につけている。また、世界経済フォーラム下で発足した、世界のトップ26大学からなる Global University Leaders Forum (GULF) に、アフリカから唯一メンバーとして参加している。ケープタウン大学の教授言語は英語である。

## 沿革
ケープタウン大学は1829年に男子高等学校サウス・アフリカン・カレッジとして創設された。このカレッジには小規模の高等教育機関が付属していたが、これが実質的に発展したのは1880年以降であった。というのも、1880年以降、南アフリカ北部で金とダイアモンドが発見され、その結果鉱業に関する技術に需要が生じると、カレッジの成長に必要な財政支援がなされたからである。民間および政府からの財政支援が増加したことを受けてカレッジは発展していき、1880年から1900年にかけての時期に大学としての体裁が整った。
この時期にカレッジは最初の研究室を設置して鉱物学科と地質学科の運営を開始し、同国で勃興しつつあったダイアモンド鉱山産業および金鉱産業が欲していた技術者への需要に応えることになった。ほかにこの時期の重要な進展として女性への入学許可がある。1886年、化学教授 Paul Daniel Hahn は大学当局を説得して自分の化学の授業に4人の女性を試験的に参加させた。この4人がことに優秀な学業成績を示したことから、1887年、College は英国ヴィクトリア女王即位60周年を記念して女子学生を恒常的に受け入れることを決定した。
1902年から1918年にかけての時期にはメディカル・スクールが設置されたほか、工学課程と教育学科が導入された。ケープタウン大学が正式に大学となったのは1918年のことで、鉱山王 Alfred Beit の遺贈と、それに加えて鉱山王 Julius Wernher および 資本家 Otto Beit によるかなりの財産贈与がその財政的基盤となった。新たに大学となって以後も同校にはケープタウン地域の篤志家たちからかなりの援助が寄せられるが、大学への昇格に当たっては国からも多大な援助を受けることとなった。同校は10年後の1928年には、セシル・ローズから国立大学用にと南アフリカ共和国に遺贈された、Devil's Peak の裾野に位置する雄大な Groote Schuur に、施設の大部分を移転させることが可能となった。ケープタウン大学は翌1929年には創立100周年を迎えた。
その後の数十年間に、ケープタウン大学は第一級の研究・教育大学になっていったが、それとは文脈を異にして、1960年から1990年にかけての時代に、ケープタウン大学は「丘の上のモスクワ」("Moscow on the Hill") の別名で呼ばれるようになった。これはケープタウン大学がこの時代にアパルトヘイトに、とくに高等教育におけるアパルトヘイトに反対しつづけてきたためである。
ケープタウン大学が少人数の黒人学生に最初に入学を許可したのは1920年代である。1980年代から1990年代までは黒人学生の数は比較的少数にとどまっていたが、同校はこのころ国内の潮目の変化 (アパルトヘイトは1990年代前半に終息する) を見たうえでそれを歓迎し、慎重かつ計画的に内部改革を進めていった。1980年代から1990年代前半にかけてケープタウン大学に入学した黒人学生の数は35パーセント増加した。2004年現在では、2万人いるケープタウン大学の学生のうち半数近くが黒人であり、また学生全体のほぼ半数近くが女子学生である。こんにち同校は南アフリカの大学でも屈指の多様性を誇る。
ケープタウン大学の校章は、ケープ植民地時代の1859年に、植民地測量監督だった Charles Davidson Bell によってデザインされた。Bell は美術に長け、植民地時代の勲章や切手もデザインしている。

## 校舎

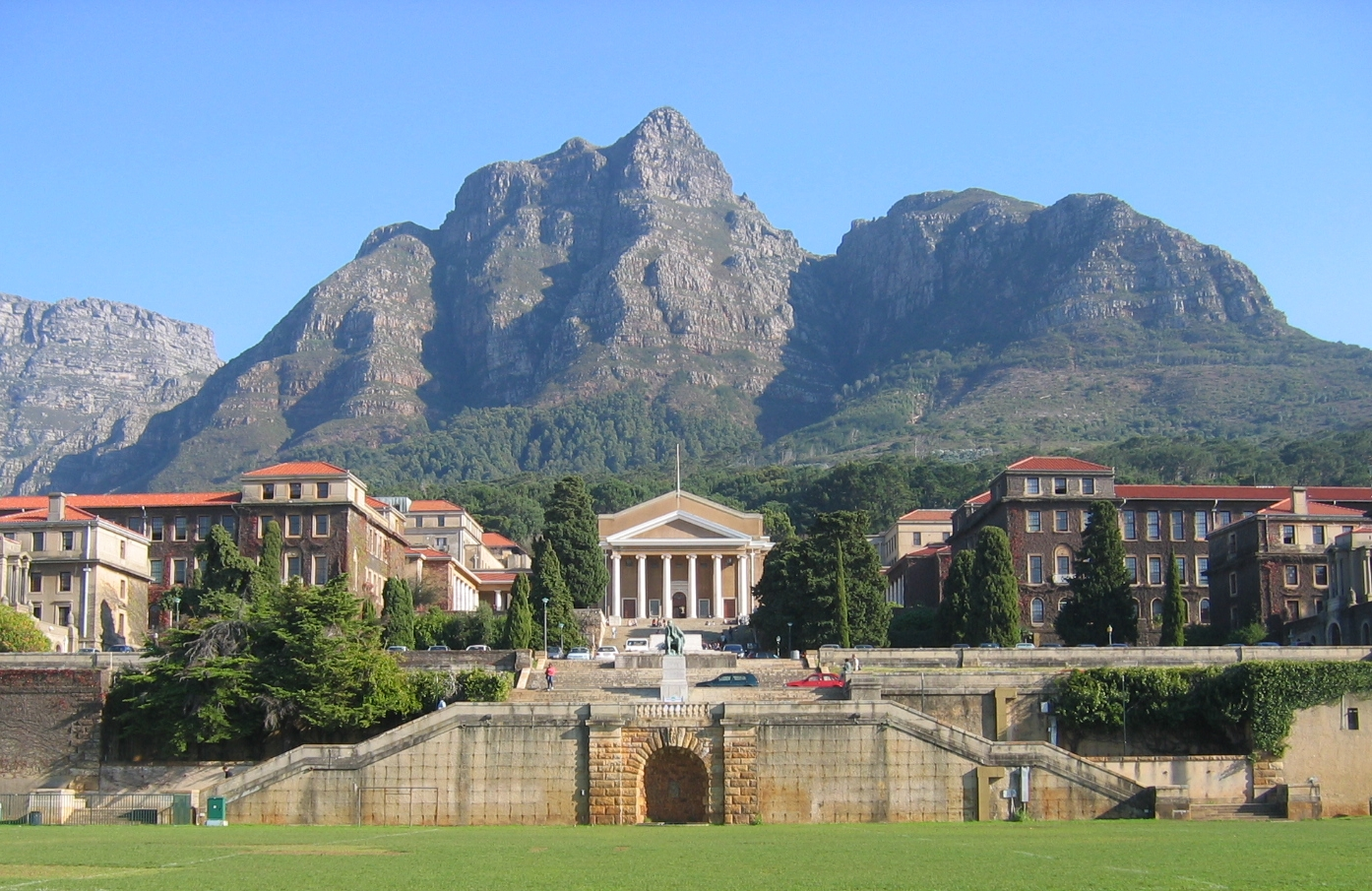
キャンパス東に位置するラグビー場から眺めた Upper Campus。背後にそびえるのは Devil's Peak。

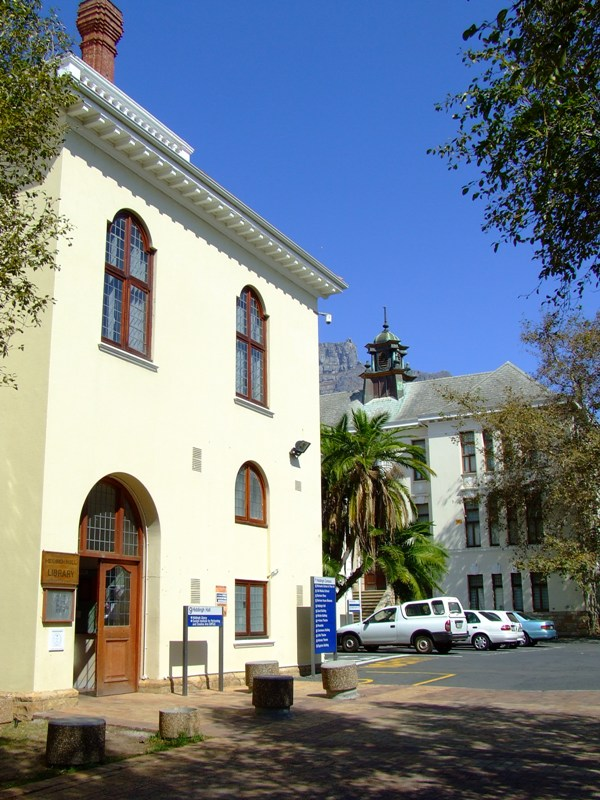
ケープタウン市内 Gardens 地区の Hiddingh Campus にある Hiddingh Hall Library。

主要な教育キャンパスは Upper Campus と呼ばれ、Devil's Peak の裾野に位置する Rhodes Estate に各棟を構える。Upper Campus の区画は比較的こぢんまりとしており、理学部、工学部、商学部、文学部 (美術科を除く) のほか、Smuts Hall と Fuller Hall の2つの学生寮を擁する。Upper Campus の中心には Memorial Hall がある。Memorial Hall は卒業式をはじめとした各種式典や学業試験に用いられる。現在の校舎が最初に建てられたのは1928年から1930年にかけてのことで、設計は建築家 JM Solomon である。それ以来、大学の成長とともに多くの建造物が加えられてきた。Upper Campus には大学の主要図書館 Chancellor Oppenhieimer library も属しており、その蔵書は130万点ある大学の資料全体の過半を収めている。
Upper Campus と隣接するものの、大学の運動場と高速道路M3号線によって隔てられているのが、Middle Campus と Lower Campus である。これら両キャンパスはケープタウン市の郊外に広がって存在し、法学部、音楽科 (South African College of Music)、経済学科 (School of Economics)、学生寮の大部分、大学事務局の大部分、各種スポーツ施設を擁する。ケープタウン大学の最新式人工芝サッカー場は、各国のワールドカップ代表による練習用グラウンドとして FIFA に認められた。Upper、Middle、Lower の3キャンパスはあわせて「メインキャンパス」と呼ばれることが多い。

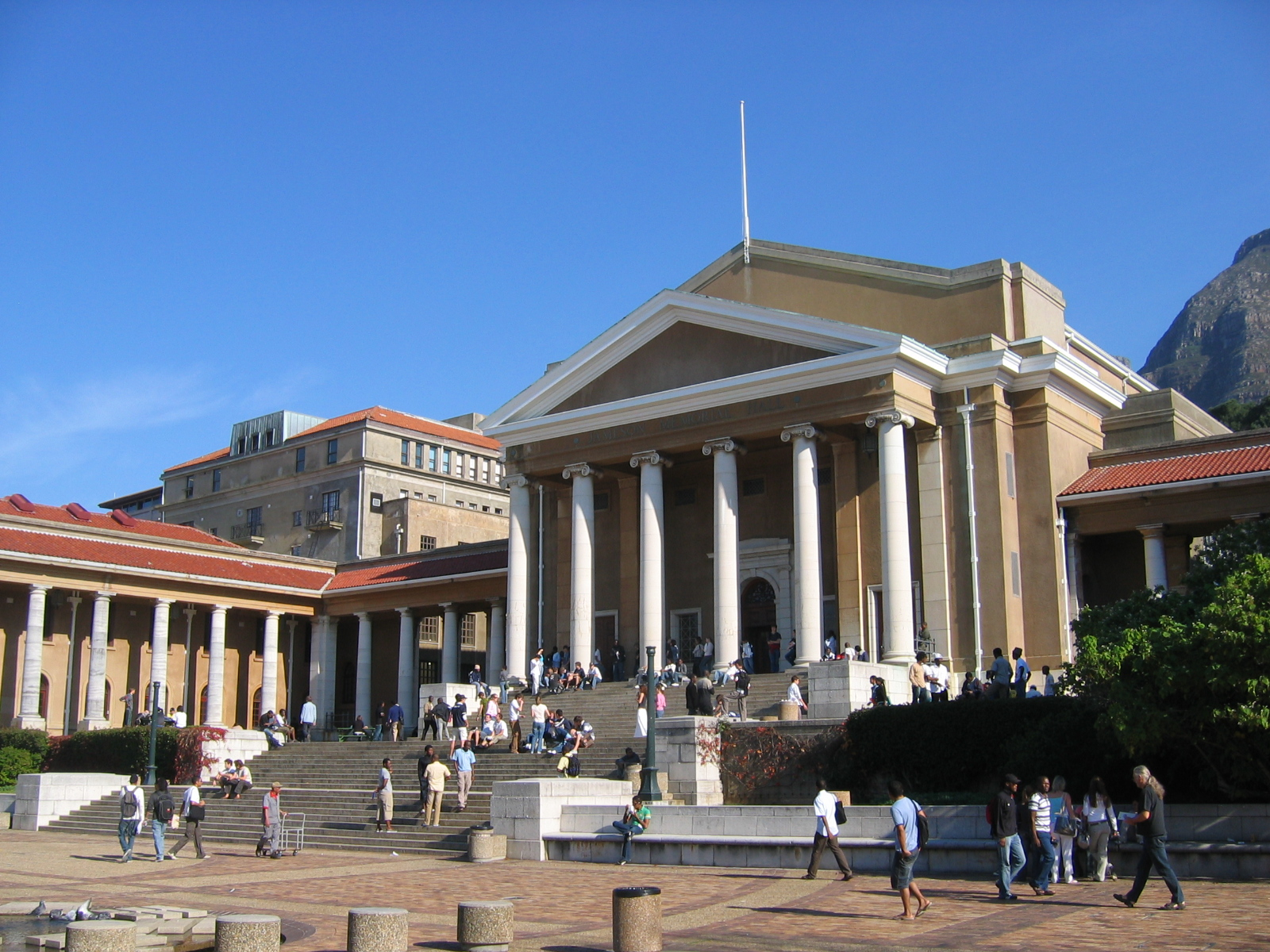
Sarah Baartman Hall と Memorial Plaza は Upper Campus の中央に位置する。

健康科学部はケープタウン市郊外 Observatory 地区の Groote Schuur Hospital に隣接するメディカル・スクール・キャンパスを所在地としている。美術科と演劇科は市中央部の Hiddingh Campus にある。大学設立当初からのもので、現在は Egyptian Building として知られる Hiddingh Campus 内の建築物はエジプト復興様式 (Egyptian Revival style) で建てられている。大学のキャンパスとしてはほかに米国ヴァージニア州リッチモンドの Medical College of Virginia があるのみである。商科大学院は市内 Victoria & Alfred Waterfront にある Breakwater Lodge Campus に置かれている。
現在の大学の敷地は、セシル・ローズが大学のためにと寄贈した広大な用地がもととなっている。その貢献を称えて、1934年にセシル・ローズの銅像が建てられ、大学のラグビー場を見渡していた。銅像は2015年4月に複数の学生団体からの圧力を受けて撤去された。学生団体の主張は、銅像は南アフリカの過去の植民地主義的アパルトヘイトと、大学内で黒人学生・教職員の割合が不十分であることを表しているというものである。

## 組織
ケープタウン大学は当初、1918年の private act of Parliament によって公立大学として設置された。現在では1997年の Higher Education Act の規定のもと、institutional statute によって設置・組織されている。
組織の名目上の長は学長 (Chancellor) であるが、儀礼的な役職で実権はない。学長の主な仕事は大学を代表して学位を授与することと、対外的に大学を代表することである。現在の学長はグラサ・マシェル氏で、1999年9月に任期10年の学長職に選出され、2010年5月に再選された。

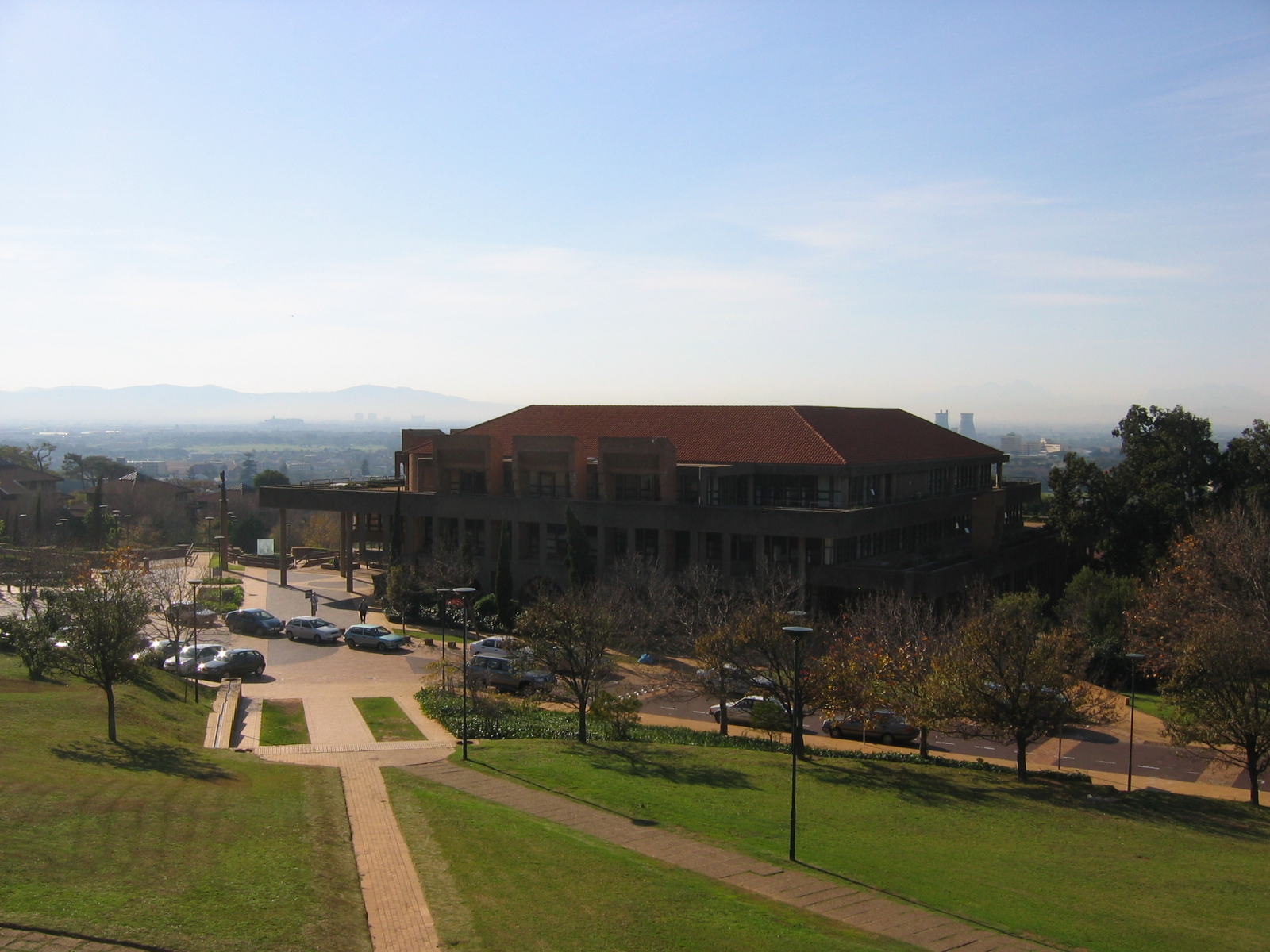
2006年に法学部が入った Kramer Building。現在、学生課の建物は Kramer Building の北 (この写真では左にあたる) に、経済学科の建物は北東にある。どちらの建物も2011年に完成した。

組織の実質的な長は副学長 (Vice-Chancellor, VC) である。副学長は大学の運営方針と学内行政に全面的な責任を負う。現在の副学長は Mamokgethi Phakeng 教授で、2018年7月1日に前副学長 Max Price 博士にとってかわった。副学長には補佐のため複数の副学長代理 (Deputy Vice-Chancellors, DVCs) がつき、それぞれ職務ごとの実務を受け持つ。学籍係 (Registrar) は学内の行政と法務を受け持つほか、University Council、Univeristy Senate の事務を担当する。
ケープタウン大学の学部は、文学部、法学部、商学部、理学部、工学・構築環境学部、健康科学部の6つからなる。各学部の長は学部長 (Dean) である。学際的な研究機関として設置された高等教育発展センター (Center for Higher Education Development) は各学部と同等に位置づけられている。商科大学院に関しても、商学部の一部とされてはいるが、独立した運営がなされており、独自の Dean と Director が置かれている。
各学部の構成は以下のとおりである。
文学部 (Faculty of Humanities)
- 英語・英文学科
- 外国語・外国文学科
- 哲学科
- 宗教学科
- 心理学科
- 教育学科
- 歴史学科
- 政治学科
- 経済学科 (商学部との共同設置)
- 社会開発学科
- 社会学科
- アフリカ研究・ジェンダー研究・人類学・言語学科
- 美術科 (Michaelis School of Fine Art)
- 音楽科 (South African College of Music)
- 演劇科
- 映画学・メディア学科
- ダンス科

法学部 (Faculty of Law)
- 公法学科
- 私法学科
- 商法学科

商学部 (Faculty of Commerce)
- 経済学科 (文学部との共同設置)
- 財政学・租税学科
- 経営学科
- 会計学科
- 情報システム学科
- 商科大学院

理学部 (Faculty of Science)
- 数学・応用数学科
- 統計科学科
- 計算機科学科
- 天文学科
- 物理学科
- 化学科
- 生命科学科
- 分子生物学・細胞生物学科
- 地学科
- 環境科学・地理学科
- 海洋学科
- 考古学科

工学・構築環境学部 (Faculty of Engineering and the Built Environment)
- 機械工学科
- 電子工学科
- 化学工学科
- 土木工学科
- 建築学・都市計画学・地理情報学科
- 建設経済学・建設経営学科

健康科学部 (Faculty of Health Sciences)
- 総合生命医療科学科
- 人類生物学科
- 医学科
- 病理学科
- 精神医学・精神衛生学科
- 小児医学・小児保健学科
- 放射線医学科
- 外科学科
- 産婦人科学科
- 麻酔科学・周術期医学科
- 公衆衛生学・家庭医療学科
- 健康科学・リハビリテーション科学科
- 健康科学教育学科

## 資金
ケープタウン大学の研究資金の総額は15億ランドである。

## 学生および教職員
2016年現在、ケープタウン大学には29,074人の学生 (学部生18,421人、大学院生10,653人) が在籍し、4,542人の教職員 (教員1,179人、職員3,363人) が働いている。学生の男女比はほぼ50：50である。学生の国籍および人種についてみると、全体の30.70％が「南ア国籍の白人」、43.98％が南ア国籍の非白人 (黒人、カラード、インド系) であり、残る25.29％は「外国籍」、「その他」となっている。外国籍の学生は4,674人で学生全体の17.73％を占め、出身国は100か国以上に及ぶ。大学の広報担当者 Elijah Moholola によると、2017年にケープタウン大学には白人教授が45人、黒人教授・カラードの教授・インド系教授があわせて38人、外国籍の教授が67人、人種の開示を拒んだ教授が7人在籍しているという。

### 登録学生数
2009年から2014年までの人口集団ごとの登録学生数。増加率は2009年から2014年にかけての値、全体に占める割合は2014年時点の値を示す。
|                    | 2009  | 2010  | 2011  | 2012  | 2013  | 2014  | 増加率 (%) | 全体に占める割合 (%) |
| ------------------ | ----- | ----- | ----- | ----- | ----- | ----- | ---------- | -------------------- |
| 南ア国籍・黒人     | 5068  | 5323  | 5744  | 6012  | 6199  | 6813  | 34.4%      | 25.2%                |
| 南ア国籍・カラード | 3623  | 3653  | 3687  | 3530  | 3573  | 3601  | -0.6%      | 13.3%                |
| 南ア国籍・インド系 | 1630  | 1681  | 1671  | 1701  | 1714  | 1813  | 11.2%      | 6.7%                 |
| 南ア国籍・白人     | 8984  | 9183  | 8992  | 8814  | 8434  | 8093  | -9.9%      | 30.0%                |
| 外国籍             | 3821  | 4171  | 4268  | 4802  | 4708  | 4674  | 22.3%      | 17.3%                |
| その他             | 886   | 1003  | 1146  | 1191  | 1488  | 1993  | 124.9%     | 7.4%                 |
| 計                 | 24012 | 25014 | 25508 | 26505 | 26116 | 26987 | 12.4%      | 100%                 |

ケープタウン大学には5,000人を超える教職員が在籍している。教職員全体の44％が教員で、のこる56％は行政スタッフをはじめとする職員である。2007年現在、常勤職の教員は866人となっている。教員の85％から90％は博士号ないし修士号を所持している。
ケープタウン大学雇用均等計画 (2010年4月-2015年3月) では、教職員の人種構成について、緩やかに、しかし恒常的に変化させることが指示されている。この5か年計画では、とくに指定された目標として、南ア国籍の黒人教職員が全体に占める割合を5％から10％増加させるよう指定されている。計画によるならば、2015年までに senior lecturer および教授の職を除く全職種で南ア国籍の黒人教職員が南ア国籍の白人教職員と同数以上になることで、雇用の均等が達成される見込みである。

## 学生生活
ケープタウン大学には運動部が36あり、団体競技、個人競技、エクストリーム・スポーツ、格闘技などその種類は多岐にわたる。ケープタウン大学のスポーツチームはいずれも "Ikey Tigers" あるいは "Ikeys" として知られるが、とくにラグビー部が有名である。Ikey とは俗語でユダヤ人のことで、この言葉がケープタウン大学のニックネームとなったのは1910年代のことである。当時ケープタウン大学はユダヤ人学生が多い大学とみなされており、ラグビーで長年のライバルであるステレンボッシュ大学の学生によりこの反ユダヤ主義的なあだ名がつけられたのである。両大学間では今でも毎年ラグビーの大学間対決が行われている。ケープタウン大学で運動部に所属する学生は合計で9,000人を超える。

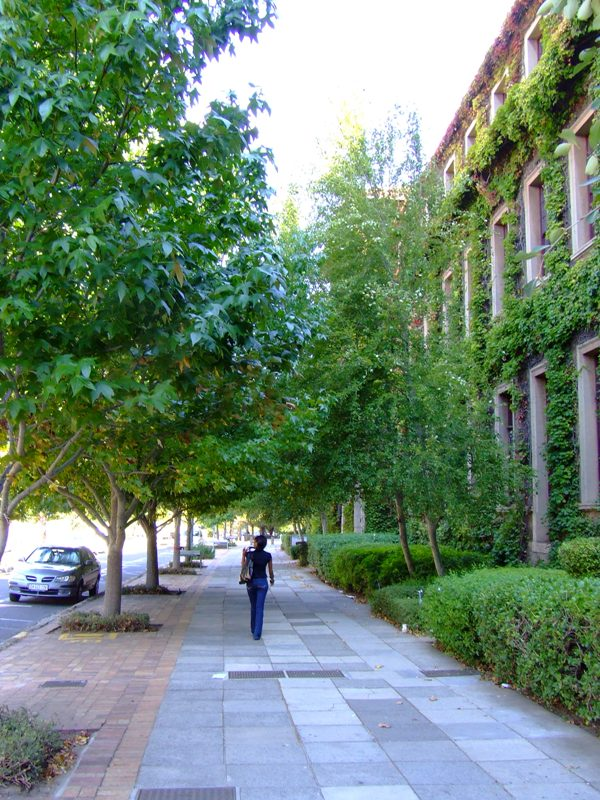
Upper Campus 内 University Avenue の北端から南を見たところ。

ケープタウン大学には80を超える学生団体があり、それらは以下の5種類に分類できる。
学術団体
特定の学問分野に関心があったり、特定のテーマについて研究したいという学生の団体。とくに著名なものに History and Current Affairs Society (HCA)、United Nations Association of South Africa (UNASA)、Students for Law and Social Justice (SLSJ) などがある。
政治団体
全国政党の青年部などを含む。South African Students Congress (SASCO)、Democratic Alliance Students Organisation (DASO)、African National Congress Youth League など。
宗教団体
諸宗派や地元の寺社と関係のあるものもある。
郷友会
国や民族的バックグラウンドを同じくする学生の団体。
その他
RainbowUCT (LGBTI 団体)、UCT Mountain & Ski Club、UCT Ballroom and Latin dancing など、さまざまな団体が多様な活動を行っている。
上記のように非常に幅広い学生活動に加え、大学を取り巻くケープタウン大都市圏のコミュニティーの発展に尽くす学生組織もいくつか存在する。とくに大規模なものに SHAWCO、Ubunye and RAG がある。近年には、Green Campus Initiative などの運動も発達した。

## 提携関係
ケープタウン大学は、Worldwide Universities Network (WUN)、Association of African Universities、Association of Commonwealth Universities、Cape Higher Education Consortium、Higher Education South Africa、国際研究型大学連合 (IARU)、African Research Universities Alliance (ARUA)、International Association of Universities に加盟している。

## 著名な出身者

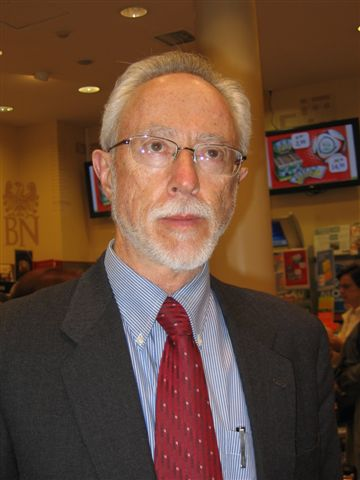
ブッカー賞を2度受賞し、2003年にノーベル文学賞を受賞したJ・M・クッツェー。ケープタウン大学では英語学と数学の学士号、文学修士号を取得したほか、教員として教授になっている。

ケープタウン大学は5名のノーベル賞受賞者を輩出している。
ラルフ・バンチ
アメリカの政治学者、外交官。1949年に第一次中東戦争の停戦条約を締結させたことで1950年のノーベル平和賞を受賞。
マックス・タイラー
ウイルス学者。黄熱病ワクチンの開発により1951年にノーベル生理学・医学賞を受賞。アフリカ出身者としては初のノーベル賞受賞者。
アラン・コーマック
物理学者。X線CTに対する業績によりノーベル生理学・医学賞 (1979年)。
アーロン・クルーグ
化学者、生物物理学者。電子線結晶学の発展と核酸・タンパク質複合体の立体構造の解明により1982年のノーベル化学賞。
J・M・クッツェー
作家。ノーベル文学賞 (2003年)。

## 著名な教員

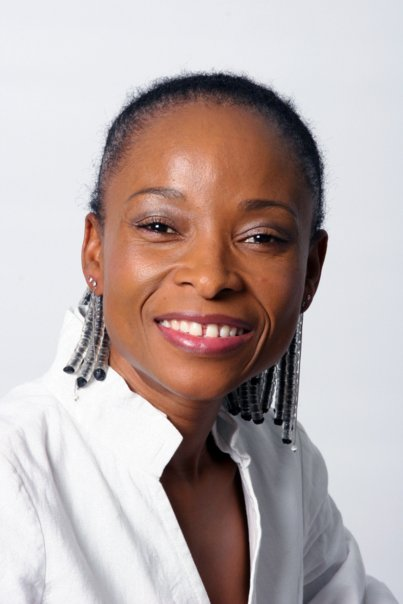
Mamokgethi Phakeng 教授は Mamphela Ramphele についで黒人女性として2人めにケープタウン大学副学長となった。

## 著名な研究
- 理学部数学・応用数学科は、宇宙論と位相幾何学研究の国際的な中心地である。

- 修辞学研究センター (Centre for Rhetoric Studies) は、修辞学の研究機関としてはアフリカ大陸唯一である。センター長は Philippe-Joseph Salazar。

- 理学部物理学科は UCT-CERN 研究センターを擁している。UCT-CERN 研究センターは、CERN が運用する大型ハドロン衝突型加速器 (LHC) の ALICE 検出器で用いられるハイレベルトリガーのソフトウェアデザインや、その他 ALICE に関連する活動を部分的に担当している。

- 工学部電気工学科は Karoo Array Telescope (KAT、現 MeerKAT) に技術的に関与している。KAT は、2020年完成予定の国際的な大規模電波望遠鏡群である スクエア・キロメートル・アレイ (SKA) の先行的な試験を兼ねている。電波の周波数デザインを研究するグループと、データのデジタル化デザインを研究するグループが、機構のフロントエンドとなる周波数の扱いとバックエンドとなるデータのデジタル化とで貢献した。

- 感染症・分子医療研究所 (IIDMM)[24] は結核ワクチン候補の研究に取り組んでいる。また、南アフリカで蔓延する HIV に対応して HIV ワクチン候補の開発を行っている。

- OpenUCT Initiative[25] は米国アンドリュー・メロン財団の支援を受けて UCT の研究、教育、教材をオンライン上で広く開放することを目指している。

- 理学部考古学科は、世界でも非常に古い芸術と抽象思考の痕跡を発見している。とくに、表面に刻印の施されたダチョウの卵で作られた水を入れる容器は60,000年前のものとされる[26]。

- African Centre for Cities はアフリカでは数少ない urbanism (都市環境と住民の相互作用の研究) に焦点を当てた研究組織のひとつである[27]。

## 批判
セシル・ローズの銅像撤去をめぐるケープタウン大学での議論は、南アフリカの大学全般で Rhodes Must Fall 運動を巻き起こし、世界的な注目を集めた。ウィットウォーターズランド大学ではじまった FeesMustFall 運動はケープタウン大学にも波及したが、この運動も Rhodes Must Fall 運動に触発されたものである。

### 芸術作品の破壊と検閲
ローズの銅像が撤去されて以来、ほかの芸術作品も撤去や破壊がなされている。FeesMustFall 運動に参加する学生たちは2016年2月にケープタウン大学の歴史的絵画23点を焼却した。
ニュースサイト GroundUp によると、ケープタウン大学にかかわる美術の専門家らは同校の芸術作品に対する不寛容を憂慮しており、同校は、学生の感情を害するため「攻撃される可能性のある」芸術作品をさらに75点撤去・封印したという。
ケープタウン大学は2015年9月に芸術作品タスクチームを発足させ、同校の芸術作品を「変化と包括性の観点から」査定し、「植民地時代の抑圧者を評価ないし称賛しているとみなされうるか、感情を害したり物議をかもしたりする可能性があるかの少なくともいずれかを満たす大学内の作品」および、黒人の描写において「侮蔑的」とみなされる作品を探索していくこととした。画家 Stanley Pinker の Decline and Fall は植民地時代の表象を用いて皮肉な効果を演出したものであり、作家で画家の Breyten Breytenbach の Hovering Dog では黒人が白い仮面をかぶり白人が黒い仮面をかぶっているというものであるが、両者とも撤去された。また、画家 Diane Victor の Pasiphaë はギリシア神話から多くの引喩を行って黒人の農夫を描いたものだが、木製パネルで覆われてしまった。これに対し、Breytenbach は ケープタウン大学はみずから笑いものになったと述べ、Victor はケープタウン大学の行動は「ちょっと冗談みたい」であり、自分の作品が「ものすごく単純なレベル」で理解されているとした。
Academic Freedom Committee の代表 (当時) である Jacques Rousseau は、GroudUp に対し、「ケープタウン大学には法的に問題があるとみなされうる芸術作品が多数あります。そうだとしても、芸術はいずれも潜在的には誰かに対し攻撃的であり、芸術が芸術であるのは、挑発によって熟考を、そしてときに不快さを呼び起こすからなのです」と述べた。Academic Freedom Committee は「学問の自由に対する脅威の直近の事例に関する深い憂慮」を表明している。
South African Human Rights Commission は2017年5月現在この件に関して調査を進めており、ケープタウン大学が憲法の保障する表現の自由、とくに芸術創造の権利に抵触していないか判断するとしている。